# Jacobin
Jacobin è una rivista trimestrale fondata da Bhaskar Sunkara con sede a New York che offre un punto di vista socialista e anticapitalista su politica, economia e cultura. I temi affrontati includono la diseguaglianza economica, il potere delle proteste di massa, le ragioni economiche dietro alla crisi di Porto Rico a seguito dell'uragano Maria, i sindacati. La sua diffusione è di 40 000 copie e il sito ha registrato più di un milione di visite al mese nel 2017. Noam Chomsky ha definito la rivista "un raggio di luce in tempi bui".

## Storia
La pubblicazione nasce come rivista online nel settembre del 2010, ma nel giro di un anno si aggiunge la versione cartacea. Jacobin viene descritta dal suo fondatore Bhaskar Sunkara come una rivista radicale, "in larga parte il prodotto di una nuova generazione non più legata ai paradigmi della Guerra fredda che sostengono ambienti della vecchia sinistra intellettuale come Dissent o New Politics". Sunkara sostiene che l'obiettivo della rivista è di creare una pubblicazione che combini una politica decisamente socialista con l'accessibilità di titoli come The Nation e The New Republic.
Nel 2013 viene annunciato il lancio di Jacobin Books, una partnership con Verso Books e Random House. Nel 2016 viene pubblicata da Henry Holt and Company una collezione di saggi scritti dai collaboratori di Jacobin. Inoltre dall'autunno del 2014 la rivista ha sponsorizzato oltre 80 gruppi di lettura giacobini.
Nella primavera del 2017 gli editori di Jacobin hanno collaborato con Vivek Chibber e Robert Brenner per pubblicare la rivista accademica Catalyst: A Journal of Theory and Strategy.
Durante l'estate del 2018 viene annunciato l'imminente lancio (programmato per novembre dello stesso anno) di Jacobin Italia, prima versione locale extra-USA. Il suo sito web viene aperto con un comunicato il 2 ottobre 2018 ed inizia a pubblicare articoli originali e traduzioni dal 1º novembre, mentre il primo numero della rivista cartacea, trimestrale come la versione statunitense, viene distribuito dal 15 novembre.

## Titolo e logo
Il titolo della rivista deriva dal libro I giacobini neri. La prima rivolta contro l'uomo bianco di C. L. R. James in cui l'autore attribuisce ai rivoluzionari haitiani un'aderenza agli ideali della rivoluzione francese maggiore degli stessi giacobini francesi. Secondo il direttore creativo Remeike Forbes, il logo è stato ispirato da una scena del film italo-francese Queimada riferita all'eroe nazionale nicaraguense José Dolores Estrada, che tuttavia rappresenta Toussaint Louverture, il leader dell'unica rivolta di schiavi che abbia avuto successo nella storia umana.
Lo slogan della rivista è "Reason in Revolt", tratto da un verso de L'Internazionale.

## Collaboratori
Tra le personalità che hanno collaborato con Jacobin si elencano Slavoj Žižek, Bob Herbert, Yanis Varoufakis, Hilary Wainwright, Kareem Abdul-Jabbar, Jeremy Corbyn e Pablo Iglesias Turrión. Riguardo alla provenienza socio-culturale dei collaboratori, Sunkara sostiene che siano per lo più under-35, tra cui "studenti laureati, giovani professori a contratto o di ruolo, lavoratori dei sindacati e persone che lavorano in ONG".

## Ideologia
È stata definita una rivista socialdemocratica, socialista e marxista. Secondo un articolo pubblicato dal Nieman Journalism Lab, Jacobin è una rivista "dalle idee socialdemocratiche". In un'intervista pubblicata sul New Left Review, Sunkara ha elencato il pantheon ideologico della rivista, tra cui Michael Harrington, da lui descritto come "un sottovalutato divulgatore del pensiero marxista"; Ralph Miliband e altre personalità vicine al trotskismo come Leo Panitch; teorici inseriti nella tradizione eurocomunista; rivoluzionari della Seconda Internazionale come Vladimir Lenin e Karl Kautsky.